# Note d'ammore/Uè uè che femmena
Note d'ammore/Uè uè che femmena, pubblicato nel 1960, è un singolo del cantante italiano Mario Trevi

## Incisioni
Le incisioni sono delle cover di brani presentati quell'anno al Festival di Napoli 1960 da Jula De Palma e Tullio Pane (Note d'ammore) e da Aurelio Fierro e Marino Marini (Uè, uè, che femmena!).

## Tracce
Lato A
- Note d'ammore (Romanelli-Vinci)

Lato B
- Uè, uè, che femmena! (Nisa-Calise)

Direzione arrangiamenti: M° Beppe Mojetta

## Incisioni
Il singolo fu inciso su 78 giri, con marchio Durium- serie Royal (PR78/8023 - PR78/8026)